# 王清穆

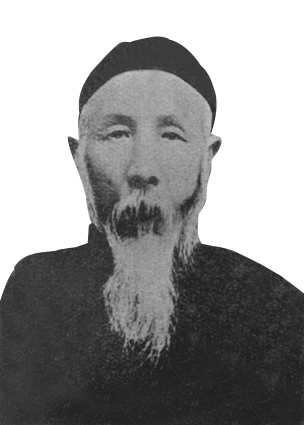

王清穆（1860年—1941年），字希林，号丹揆、农隐老人，江苏崇明（今上海市崇明县）人。清朝官员，实业家。

## 生平
光绪十六年（1890年）庚寅科进士，同年五月，著主事，分部学习。任职户部，光绪二十九年（1903年）任商部左丞。为官伊始，就致力经济民生，光绪二十九年至三十年（1903～1904年），创办中国第一家商会――上海商会，并又支持华侨兴建中国第一、第二条商办铁路——潮汕铁路和新宁铁路。